# Santana Money Gang
| Recensione | Giudizio |
| ---------- | -------- |
| Newsic     | 6,5/10   |
| Ondarock   | 4/10     |
| Rockol     | 5,5/10   |

Santana Money Gang, chiamato anche SMG, è il primo album in studio collaborativo dei rapper italiani Sfera Ebbasta e Shiva, pubblicato l'11 aprile 2025 dalla BHMG, dalla Milano Ovest e distribuito dalla Universal Music Italia.

## Antefatti
Durante l'ultima data del tour di Sfera Ebbasta a supporto dell'album X2VR all'Unipol Forum di Milano, invitando come ospite a sorpresa Shiva, il duo ha cantato per la prima volta dal vivo la traccia Non metterci becco. Due giorni dopo, viene annunciato il progetto.

## Descrizione
Il progetto, composto da dodici tracce, non presenta collaborazioni con altri artisti. Il disco è prodotto principalmente da Drillionaire, ma vanta anche la partecipazione di altri produttori, tra i quali Don Joe e Finesse.

## Tracce
1. SNTMNG – 3:12 (testo: Gionata Boschetti, Andrea Arrigoni – musica: Tommaso Torelli, Diego Vincenzo Vettraino)
2. Non metterci becco – 3:02 (testo: Gionata Boschetti, Andrea Arrigoni – musica: Diego Vincenzo Vettraino, Carlo Pizzocaro, Davide Covino, Andrea Valenti)
3. Sei persa – 2:58 (testo: Gionata Boschetti, Andrea Arrigoni, Cosimo Fini, Francesco Vigorelli – musica: Diego Vincenzo Vettraino, Andrea Loblack, Luigi Florio)
4. Molecole Sprite – 2:54 (testo: Gionata Boschetti, Andrea Arrigoni – musica: Amritvir Singh, Diego Vincenzo Vettraino)
5. Maybach – 2:43 (testo: Gionata Boschetti, Andrea Arrigoni – musica: Luigi Alaia, Tommaso Torelli, Amritvir Sing)
6. Neon – 3:46 (testo: Gionata Boschetti, Andrea Arrigoni, Laura Palmas – musica: Diego Vincenzo Vettraino)
7. MNGSNT – 2:36 (testo: Gionata Boschetti, Andrea Arrigoni – musica: Diego Vincenzo Vettraino)
8. D&G – 3:52 (testo: Gionata Boschetti, Andrea Arrigoni – musica: Amritvir Sing)
9. VVS Cartier – 3:13 (testo: Gionata Boschetti, Andrea Arrigoni – musica: Diego Vincenzo Vettraino, Davide Maddalena, Gianluca Franco)
10. Over (demo) – 3:29 (testo: Gionata Boschetti, Andrea Arrigoni – musica: Diego Vincenzo Vettraino, Davide Maddalena, Amritvir Sing)
11. Come se non fossi nei guai – 3:29 (testo: Gionata Boschetti, Andrea Arrigoni – musica: Diego Vincenzo Vettraino)
12. Paranoia – 3:46 (testo: Gionata Boschetti, Andrea Arrigoni – musica: Diego Vincenzo Vettraino, Amritvir Sing)

## Classifiche
| Classifica (2025) | Posizione massima |
| ----------------- | ----------------- |
| Belgio (Vallonia) | 129               |
| Italia            | 1                 |
| Svizzera          | 3                 |